# Tadeusz Anders
Tadeusz Konstanty Anders (ur. 12 czerwca 1902 w Błoniu, zm. 7 lipca 1995 w Nowym Jorku) – podpułkownik artylerii Polskich Sił Zbrojnych.

## Życiorys
Urodził się w majątku Błonie (obecnie na terenie Krośniewic), znajdującym się wówczas na terytorium Królestwa Polskiego będącego częścią Imperium Rosyjskiego. Jego ojciec Albert Anders (1863–1942) pracował jako administrator majątków ziemskich. Matką była Elżbieta, z domu Tauchert (1868–1930). Oboje rodzice urodzili się w Boglewicach (obecnie powiat grójecki). Byli wyznania ewangelickiego. Rodzice ochrzcili go w Kościele Ewangelicko-Augsburskim w Chodczu (obecnie powiat włocławski). Miał trzech braci, którzy jak on zostali zawodowymi żołnierzami Wojska Polskiego: generała Władysława Andersa (1892–1970), Jerzego Edwarda (1896–1977) i Karola (1893–1971) oraz starszą siostrę Joannę (1891–1958).
W 1918 działał w Polskiej Organizacji Wojskowej na terenie Mińska Litewskiego. Od września 1919 w Korpusie Kadetów Nr 2 w Modlinie. Brał udział w wojnie polsko-bolszewickiej w 1920 w szeregach 15 pułku ułanów, a w maju 1921 w III powstaniu śląskim. Po ukończeniu nauki 25 czerwca 1922 zdał egzamin maturalny i otrzymał świadectwo dojrzałości. Następnie w Oficerskiej Szkole Artylerii w Toruniu.
24 września 1924 Prezydent RP Stanisław Wojciechowski mianował go podporucznikiem ze starszeństwem z 1 lipca 1923 i 46. lokatą w korpusie oficerów artylerii, a minister spraw wojskowych wcielił do 29 pułku artylerii polowej w Grodnie. 21 grudnia 1925 prezydent RP nadał mu stopień porucznika z dniem 1 lipca 1925 w korpusie oficerów artylerii i 45. lokatą. Przeniesiony do 11 dywizjonu artylerii konnej. W latach 1931–1934 był instruktorem w Szkole Podchorążych Rezerwy Artylerii we Włodzimierzu Wołyńskim. Awansowany do stopnia kapitana artylerii 1 stycznia 1934. Następnie służył w 4 dywizjonie artylerii konnej w Suwałkach na stanowisku adiutanta. W szeregach tego dywizjonu wziął udział w kampanii wrześniowej 1939. Uczestniczył w walkach z Niemcami na szlaku bojowym prowadzącym od Suwałk po Lubelszczyznę, 4 dak wchodził w skład Brygady Kawalerii „Edward”. Działania bojowe zakończył w bitwie pod Kockiem.
Po kapitulacji 6 października 1939 SGO „Polesie” pod Kockiem uniknął niewoli niemieckiej. Przedostał się do Francji i tam służył w Wojsku Polskim. Następnie służył w 2 Korpusie Polskim, przechodząc jego szlak bojowy. W grudniu 1944 roku został dowódcą 7 pułku artylerii konnej. Awansowany do stopnia majora, a następnie podpułkownika.
Po wojnie wraz z 2 Korpusem znalazł się w Wielkiej Brytanii, skąd wyjechał do Stanów Zjednoczonych gdzie osiadł na stałe. Zmarł 7 lipca 1995 w Nowym Jorku. Został pochowany na cmentarzu przy Narodowym Sanktuarium Matki Bożej Częstochowskiej w Doylestown.

## Ordery i odznaczenia
- Krzyż Srebrny Orderu Wojskowego Virtuti Militari nr 10737[10]
- Krzyż Niepodległości (23 grudnia 1933)[11]
- Krzyż Walecznych (trzykrotnie)
- Srebrny Krzyż Zasługi (19 marca 1937)[12]
- Krzyż na Śląskiej Wstędze Waleczności i Zasługi